# Chagasia
Chagasia (лат.) — род кровососущих комаров из подсемейства Anophelinae (Culicidae).

## Описание
Пять видов, встречающихся в Неотропике, — главным образом, в Южной Америке, но один вид (Chagasia bathana) распространён в Центральной Америке и доходит на севере до южной Мексики. Кариотип Chagasia bathana: 8 хромосом (2n).
Крылья, затемнённые группами чешуек. Скутум увеличенный, скутеллюм трёхдольный, имеются сеты на постпронотуме. Самки этих комаров для людей безопасны, так как кусают лишь изредка и не известны как переносчики заболеваний человека.

## Систематика
Пять видов. Кладистический анализ морфологических и молекулярно-генетических признаков (митохондриальных, рибосомальных и ядерных генов) поддерживает монофилию рода Chagasia и ставит его в основании ствола всего подсемейства Anophelinae (включающего также рода Anopheles и Bironella). Род был выделен в 1906 году энтомологом Освальдо Гонсалесом Крузом (исп. Oswaldo Goncalves Cruz;1872—1911).
- Chagasia ablusa Harbach, 2009 — Южная Америка
- Chagasia bathana (Dyar, 1928)[6] — Центральная и Южная Америка
  - syn. Anopheles bathanus Dyar, 1928
- Chagasia bonneae  Root, 1927[7] — Южная Америка
- Chagasia fajardi (Lutz, 1904)[8] — Южная Америка
  - syn. Ch. maculata Peryassu, 1921[9]
  - syn. Ch. neivae Cruz, 1906[1]
  - syn. Ch. stigmopteryr Martini, 1932[10]
- Chagasia rozeboomi Causey, Deane and Deane, 1944[11] — Бразилия